# Kommunalvalet i Göteborg 2014
Kommunalvalet i Göteborg 2014 hölls den 14 september 2014, samtidigt som riksdags- och landstingsvalet och den här sidan redovisar valresultatet för kommunalvalet i Göteborgs kommun.

## Resultat
| Parti                | Parti                    | Röster  | Röster   | Röster | Mandatfördelning | Mandatfördelning |
| Parti                | Parti                    | Antal   | %        | +− %   | Antal            | +−               |
| -------------------- | ------------------------ | ------- | -------- | ------ | ---------------- | ---------------- |
|                      | Socialdemokraterna       | 72 514  | 22,39 %  | ▼6,98  | 20               | ▼5               |
|                      | Moderata samlingspartiet | 74 538  | 22,33 %  | ▼3,20  | 20               | ▼3               |
|                      | Miljöpartiet de Gröna    | 35 591  | 10,66 %  | ▲0,76  | 9                | ▬0               |
|                      | Vänsterpartiet           | 31 526  | 9,44 %   | ▲2,32  | 8                | ▲1               |
|                      | Folkpartiet liberalerna  | 27 116  | 8,12 %   | ▼0,25  | 7                | ▬0               |
|                      | Sverigedemokraterna      | 23 431  | 7,02 %   | ▲2,57  | 6                | ▲3               |
|                      | Vägvalet                 | 16 310  | 4,89 %   | ▼0,43  | 5                | ▬3               |
|                      | Feministiskt Initiativ   | 13 226  | 3,96 %   | ▲2,80  | 3                | ▲3               |
|                      | Kristdemokraterna        | 13 183  | 3,95 %   | ▲0,18  | 3                | ▲1               |
|                      | Centerpartiet            | 8 550   | 2,56 %   | ▲0,26  | 0                | ▬0               |
|                      | Övriga partier           | 15 599  | 4,67 %   | ▲1,97  | —                | —                |
| Antal giltiga röster | Antal giltiga röster     | 333 790 | 100,00 % | —      | 81               | —                |
| Valdeltagande        | Valdeltagande            | 336 884 | 79,20 %  | ▲0,21  |                  |                  |

### Partiernas starkaste valdistrikt
| Parti                            | Valdistrikt                         | Valdistrikt | Kommun  |
| Parti                            | Starkaste                           | Andel       | Andel   |
| -------------------------------- | ----------------------------------- | ----------- | ------- |
| S                                | Östra Göteborg, Bergsjön, Östra     | 64,78% %    | 22,39 % |
| M                                | Askim-Frölunda-Högsbo, Hovås, Södra | 62,76 %     | 22,33 % |
| MP                               | Centrum, Olofshöjd                  | 23,36 %     | 10,66 % |
| V                                | Majorna-Linné, Karl Johans torg     | 26,02 %     | 9,44 %  |
| FP                               | Örgryte-Härlanda, Skår, Norra       | 17,92 %     | 8,12 %  |
| SD                               | Angered, Rannebergen, Södra         | 19,24 %     | 7,02 %  |
| VV                               | Norra Hisingen, Åketorp             | 14,66 %     | 4,89 %  |
| FI                               | Majorna-Linné, Karl Johans torg     | 13,14 %     | 3,96 %  |
| KD                               | Västra Göteborg, Donsö-Vrångö       | 41,38 %     | 3,95 %  |
| C                                | Norra Hisingen, Säve                | 14,51 %     | 2,56 %  |
| Data hämtat från Valmyndigheten. |                                     |             |         |

Exklusive uppsamlingsdistrikt

### Partiernas svagaste valdistrikt
| Parti                            | Valdistrikt                         | Valdistrikt | Kommun  |
| Parti                            | Starkaste                           | Andel       | Andel   |
| -------------------------------- | ----------------------------------- | ----------- | ------- |
| S                                | Askim-Frölunda-Högsbo, Hovås, Södra | 1,88 %      | 22,39 % |
| M                                | Angered, Hammarkullen, Östra        | 3,10 %      | 22,33 % |
| MP                               | Askim-Frölunda-Högsbo, Hovås, Södra | 2,98 %      | 10,66 % |
| V                                | Askim-Frölunda-Högsbo, Hovås, Södra | 0,55 %      | 9,44 %  |
| FP                               | Östra Göteborg, Rymdtorget          | 0,76 %      | 8,12 %  |
| SD                               | Angered, Hjällbo, Södra             | 1,92 %      | 7,02 %  |
| VV                               | Angered, Hammarkullen, Östra        | 0,57 %      | 4,89 %  |
| FI                               | Askim-Frölunda-Högsbo, Hovås, Södra | 0,22 %      | 3,96 %  |
| KD                               | Angered, Lövgärdet, Övre            | 0,55 %      | 3,95 %  |
| C                                | Angered, Gårdsten, Södra            | 0,00 %      | 2,56 %  |
| Data hämtat från Valmyndigheten. |                                     |             |         |

Exklusive uppsamlingsdistrikt

## Valda ledamöter
Kommunfullmäktige i Göteborgs kommun har 81 ordinarie ledamöter.
| Kommunfullmäktigeledamöter 2014–2018 | Kommunfullmäktigeledamöter 2014–2018 | Kommunfullmäktigeledamöter 2014–2018 | Kommunfullmäktigeledamöter 2014–2018 | Kommunfullmäktigeledamöter 2014–2018 | Kommunfullmäktigeledamöter 2014–2018 | Kommunfullmäktigeledamöter 2014–2018 | Kommunfullmäktigeledamöter 2014–2018 |
| ------------------------------------ | ------------------------------------ | ------------------------------------ | ------------------------------------ | ------------------------------------ | ------------------------------------ | ------------------------------------ | ------------------------------------ |
| S                                    | Lena Malm, ordf.                     | M                                    | Jonas Ransgård                       | M                                    | Annette Olsson                       | V                                    | Johan Zandin                         |
| MP                                   | Åse-Lill Törnqvist, vice ordf.       | S                                    | Mariya Voyvodova                     | M                                    | Johanna Svartnäs                     | V                                    | Ann Karlsson                         |
| M                                    | Elisabet Rothenberg, 2:e vice ordf.  | S                                    | Tord Karlsson                        | M                                    | Mats Brodefors                       | V                                    | Bettan Andersson                     |
| L                                    | Piotr Kiszkiel, 3:e vice ordf.       | S                                    | Cecilia Dalman Eek                   | M                                    | Birgitta Simonsson                   | V                                    | Monika Djurner                       |
| S                                    | Anneli Hulthén                       | S                                    | Ali Moeeni                           | M                                    | Axel Josefsson                       | VV                                   | Tom Heyman                           |
| S                                    | Dario Espiga                         | S                                    | Reger Shafik                         | M                                    | Hampus Magnusson                     | VV                                   | Theo Papaioannou                     |
| S                                    | Marina Johansson                     | S                                    | Hanna Lindquist                      | M                                    | Christer Holmgren                    | VV                                   | Catarina Pettersson                  |
| S                                    | Johan Nyhus                          | S                                    | Alma Handzar                         | M                                    | Åsa Hartzell                         | VV                                   | Marie-Louise Bergström               |
| S                                    | Mats Karlsson                        | S                                    | Robert Hammarstrand                  | MP                                   | Özgür Tasbas                         | VV                                   | Anders Åkvist                        |
| S                                    | Endrick Schubert                     | S                                    | My Alnebratt                         | MP                                   | Ronnie Ljung                         | -                                    | Martin Wannholt                      |
| S                                    | Mats Arnsmar                         | S                                    | Sofi Bringsoniou                     | MP                                   | Mohamud Dayib                        | FI                                   | Sanna Ghotbi                         |
| S                                    | Jahja Zeqiraj                        | S                                    | Conny Johansson                      | MP                                   | Anna Sibinska                        | FI                                   | Julia Bahner                         |
| S                                    | Anna Hedman                          | MP                                   | Michael Törnqvist                    | V                                    | Yasmine Posio Nilsson                | FI                                   | Stina Svensson                       |
| L                                    | Helene Odenjung                      | MP                                   | Stefan Kristiansson                  | V                                    | Daniel Bernmar                       | SD                                   | Lars Hansson                         |
| L                                    | Ann Catrine Fogelgren                | MP                                   | Karin Pleijel                        | KD                                   | David Lega                           | SD                                   | Staffan Levinsson                    |
| L                                    | Kristina Bergman Alme                | MP                                   | Ulf Kamne                            | KD                                   | Marianne Bergman                     | SD                                   | Jörgen Fogelklou                     |
| M                                    | Ingela Ferneborg                     | L                                    | Axel Darvik                          | KD                                   | Maria Berntsson                      | SD                                   | Björn Tidland                        |
| M                                    | Pär-Ola Mannefred                    | L                                    | Kristina Palmgren                    | M                                    | Anders Källström                     | SD                                   | Jimmy Ståhl                          |
| M                                    | Marie-Louise Hänel Sandström         | L                                    | Bo Anderssen                         | M                                    | Rustan Hälleby                       | SD                                   | Tord Larsson                         |
| M                                    | Maria Rydén                          | M                                    | Emilie Lotterberg                    | V                                    | Bobbo Malmström                      |                                      |                                      |
| M                                    | Kristina Tharing                     | M                                    | Mattias Tykesson                     | V                                    | Jenny Broman                         |                                      |                                      |